# Pháo đài Bahla
Bahla Fort (tiếng Ả Rập: قلعة بهلاء; phiên âm: Qal'at Bahla') là một trong bốn pháo đài lịch sử nằm ở chân vùng cao nguyên Jebel Akhdar, Oman. Nó được xây dựng vào thế kỷ thứ 13 và 14, khi ốc đảo Bahla cực kỳ hưng thịnh dưới sự kiểm soát của bộ tộc Banu Nebhan. Pháo đài có những bức tường gạch bùn và tháp phòng thủ cao tới 165 ft trên nên móng sa thạch. Gần đó, về phía tây nam là nhà thờ Hồi giáo Thứ Sáu với một tác phẩm điêu khắc Mihrab từ thế kỷ 14. Pháo đài không được khôi phục hoặc bảo tồn từ trước năm 1987 khiến nó rơi vào tình trạng bị đe dọa, các bức tường sụp đổ mỗi năm khi bắt đầu mùa mưa.
Năm 1987, pháo đài trở thành Di sản thế giới của UNESCO nhưng đã bị liệt vào Danh sách Di sản thế giới bị đe dọa vào năm 1988. Quá trình phục hồi bắt đầu vào những năm 1990, khi 9 triệu USD được chính phủ Oman rải ngân từ năm 1993 đến năm 1999. Công trình sau đó vẫn được nâng đỡ bởi những giàn giáo và đóng cửa không phục vụ khách du lịch trong nhiều năm. Đến năm 2004, công trình kiến trúc này chính thức thoát khỏi Danh sách di sản thế giới bị đe dọa.
Bahla cùng với các pháo đài Izki, Nizwa và Al-Rustaq là các trung tâm kháng cự lại của Khawarij trước sức mạnh của Khalip Harun Al-Rashid. Thị trấn Bahla bao gồm cả ốc đảo, khu thương mại và lùm cọ được bao quanh bởi bức tường gạch bùn dài tới 12 km. Đồ gốm là sản phẩm nghệ thuật nổi tiếng nhất ở đây.